# 医科大学
医科大学（いかだいがく）は、医師養成課程を有し、医学に関する研究・教育・臨床を行なう大学。その源流については日本の医学校を参照。

## 概要
当初の「医科大学」は、帝国大学の分科大学を指すものであった。この定義は、1886年（明治19年）の帝国大学令から1919年（大正8年）の大学令までの約30年間用いられた（この定義での略称は「帝国医科」）。大学ではない医師養成機関には、官立である旧制高等中学校の「医学部」と、各府県立である「医学校」があった。これは、近代西洋医学を教えられる人材の養成に時間を要したため、教育できるレベルによって名称にも違いがあったことによる。1901年（明治34年）4月、官立の「医学部」が揃って医学専門学校となり、その後、「医学校」の流れを汲む病院を母体にした医学専門学校も設置された。
大学令により、帝国大学のような総合大学では「医学部」と言い、医学部のみの単科大学の場合は「医科大学」と言うようになった（この定義での「医科大学」の略称は「医科大」「医大」など）。すなわち、近代西洋医学を教育できる人材の増加によって、教育レベルよりも大学の体で名称がつけられることになった。しかし、この段階でも、全国の医師需要を満足させられるほどの大学医学部・医科大学を用意することは出来なかったため、各地に医学専門学校や大学専門部としての医学専門部などが存在していた。
医学部・医科大学（校）は日本に現在82校あるが、64校が戦後に設立されたものであり、全体の8割近くを占める。戦後設立のこれらの大学も単科の医科大学として設置されたが、その後、総合大学に合併されるなどし、現在は、単科の医科大学より大学医学部の方が多い状況になっている。ただし、現在の「医科大学」は、医学部・歯学部・薬学部・看護学部などの医療従事者を養成する複数の学部のある大学の体をなす場合もあり、「医学部を含む医療系総合大学」が「医科大学」ということも出来る。なお、医学部を含まない医療従事者養成の大学に「医療大学」と称しているものがある。
他国における、一般の大学を卒業した後に入る専門職養成学校・プロフェッショナルスクールの体を成している学校の場合には、日本で「医学校」という名称で用いられることがある。これは、英語の school of medicine や medical school を直訳したものである（→医学部参照）。しかし、医師の養成課程は国によって大きく異なるため、日本語での呼称にはやや恣意性が見られる。
※医科大学の内容説明（概要・大学一覧など）に関しては、医学部の項目と重複する部分も多い為、当該項目を参照の事。
※大学の略称については本稿の説明範疇ではないので、詳細については当該項目を参照。

## 分科大学期

### 帝国大学令
1886年（明治19年）の帝国大学令から1919年（大正8年）の大学令までの間は、「医科大学」は帝国大学の分科大学を指すものであった。医学部・医科大学（校）は日本に現在82校あるが、この時期に医科大学となったのは以下の4校があり、全体の5%を占める。
明治期の高等中学校（後の旧制高等学校）の医学部や、独立の医学専門学校では、各地の西洋医学の歴史のもとで教育を受けた教授陣により中等教育から高等教育にあたる医学教育がなされていたが、1877年（明治10年）に（旧）東京大学が設立されると、最高学府、すなわち大学レベルでの医学教育が始まった。1886年（明治19年）の帝国大学令以降は、西洋学問享受の窓口である東京大学（→帝国大学→東京帝国大学）、または先行帝国大学で教育を受けた教授陣を中心に医学教育がなされる「医科大学」が、各帝国大学の分科大学として設置された。1919年（大正8年）4月1日施行の大学令で、分科大学としての「医科大学」は「医学部」と改称した。なお、医科大学設置の際は、前身の医学教育機関の建物や病院を流用する例も見られたが、前身の医学教育機関の教授陣は異動となった。
- 帝国大学医科大学（1886年（明治19年）設置。現東京大学医学部。北緯35度42分35.19秒 東経139度45分43.6秒）
前身は1877年（明治10年）設置の（旧）東京大学医学部。1897年（明治30年）に京都帝国大学が創立したため、東京帝国大学医科大学に改称した。
- 京都帝国大学医科大学（1899年（明治32年）設置。現京都大学医学部。北緯35度1分22.42秒 東経135度46分37.93秒）
旧制第三高等学校医学部は岡山医学専門学校となった。同大医科大学は別に新設された。1903年（明治36年）に、同大医科大学は以下の2つに分割された。
  - 京都帝国大学京都医科大学（1911年（明治44年）に旧称復帰）
  - 京都帝国大学福岡医科大学（1911年（明治44年）に京都帝国大学から九州帝国大学に移管）
- 九州帝国大学医科大学（1911年（明治44年）設置。現九州大学医学部。北緯33度36分34.46秒 東経130度24分51.76秒）
九州帝国大学は1911年（明治44年）1月に設置された。同年4月に福岡医科大学が京都帝国大学から移管された。
- 東北帝国大学医科大学（1915年（大正4年）設置。現東北大学医学部。北緯38度16分18.86秒 東経140度51分31.88秒）
前身は仙台医学専門学校で、1907年（明治40年）設置の東北帝国大学に、同大医科大学設置を見込んで1912年に同大医学専門部として包摂された。

## 単科大学期
この時期に医科大学となったのは15校あり、うち13校が日本にある。医学部・医科大学（校）は日本に現在82校あるが、この時期に医科大学となった日本国内13校は、全体の16%を占める。

### 改正帝国大学令
1919年（大正8年）、大学令公布とともに帝国大学令も改正された。改正後は、帝国大学の医学教育機関は「医学部」と称された。以下は、単科大学としての医科大学を経ないで帝国大学の医学部となった事例である。なお、帝国大学以外で、終戦前に「医学部」と称したものに、大学令に基く慶應義塾大学医学部（1920年（大正9年）設置）と日本大学医学部（1943年（昭和18年）設置）がある。
- 北海道帝国大学医学部（1919年（大正8年）設置。現北海道大学医学部。北緯43度4分39.14秒 東経141度20分32.27秒）
大学設立は大学令の1年前だが、医学部設立は大学令施行後。北海道には医学教育機関がなかったため、前身はない。設置の際には先行帝国大学医科大学から教授陣が赴任。
- 京城帝国大学医学部（1926年（大正15年）設置。現ソウル大学校医科大学。北緯37度34分50.32秒 東経127度0分3.36秒）
1924年（大正13年）創立の京城帝国大学に新設された医学部。戦後、京城医学専門学校と合流。
- 台北帝国大学医学部（1936年（昭和11年）設置。現国立台湾大学医学院。北緯25度2分34.7秒 東経121度31分3.31秒）
前身は台北医学専門学校で、1928年（昭和3年）創立の台北帝国大学に1936年（昭和11年）包摂された。

### 大学令
1918年（大正7年）、原内閣の下で「高等諸学校創設及拡張計画」が、4450万円の莫大な追加予算を以って帝国議会に提出され可決された。その計画では1919年（大正8年）から6年計画で、官立旧制高等学校10校、官立高等工業学校6校、官立高等農業学校4校、官立高等商業学校7校、外国語学校1校、薬学専門学校1校の新設、帝国大学4学部の設置、医科大学5校の昇格、商科大学1校の昇格であり、その後この計画はほぼ実現された。
1919年（大正8年）の大学令施行以後は、帝国大学以外にも法的に大学設置が可能になり、医学教育を行う単科大学を「医科大学」と称するようになった。専門学校令（明治36年勅令第61号）に基き、この時期までに設立されていた旧制医学専門学校の内、仙台医学専門学校は既に東北帝国大学に包摂されていたが、それ以外が順次医科大学となった。

#### 公立
大阪と愛知の両医科大学は、後に帝国大学医学部となった。
- 大阪医科大学（1919年（大正8年）設置。現大阪大学医学部。北緯34度49分9.35秒 東経135度31分36.85秒）
前身は大阪府立大阪医学校で、1931年（昭和6年）に大阪帝国大学医学部となる。
- 愛知医科大学（1920年（大正9年）設置。現名古屋大学医学部。北緯35度9分33.15秒 東経136度55分17.89秒）
前身は愛知県立医学専門学校で、1931年（昭和6年）には官立の名古屋医科大学となり、1939年（昭和14年）に名古屋帝国大学医学部となる。
- 京都府立医科大学（1921年（大正10年）設置。北緯35度1分22.91秒 東経135度46分12.49秒）
第二次世界大戦前に開設された旧制公立医科大学の中では、帝国大学または官立大学へ吸収・改組されることなく現存している唯一の旧制公立医科大学である。

#### 私立
以下の私立3校は、「（私立医大）御三家」、あるいは、「私立旧制医科大学」と呼ばれることがある。また、この3校に第二次世界大戦中に設立された日本大学医学部を含めた4校を「私立旧制医科大学」と呼ぶ例も見られる。
- 慶應義塾大学医学部（1920年（大正9年）設置。北緯35度40分59.61秒 東経139度43分3.51秒）
- 東京慈恵会医科大学（1921年（大正10年）設置。北緯35度39分46.7秒 東経139度45分3.86秒）
- 日本医科大学医学部（1926年（大正15年）設置。北緯35度43分16.66秒 東経139度45分32.04秒）

#### 官立
以下の官立6校は「旧六医科大学」（略称：旧六）と呼ばれている。現在の大学間の交流としては、教育研究などの機能強化を目的とする包括協定を結び設立された連携コンソーシアムがある。
- 新潟医科大学（官立。1922年（大正11年）設置。現新潟大学医学部。北緯37度55分14.18秒 東経139度2分5.02秒）
- 岡山医科大学（官立。1922年（大正11年）設置。現岡山大学医学部。北緯34度39分4.53秒 東経133度55分9.06秒）
- 千葉医科大学（官立。1923年（大正12年）設置。現千葉大学医学部。北緯35度36分14.52秒 東経140度7分53.92秒）
- 金沢医科大学（官立。1923年（大正12年）設置。現金沢大学医学部。北緯36度33分21.63秒 東経136度40分27.09秒）
- 長崎医科大学（官立。1923年（大正12年）設置。現長崎大学医学部。北緯32度46分22.1秒 東経129度52分5.69秒）
- 熊本医科大学（公立。1925年（大正14年）設置。1929年（昭和4年）に官立に移管。現熊本大学医学部。北緯32度47分40.13秒 東経130度42分45.56秒）

## 第二次世界大戦中
傷痍軍人の治療には軍医があたるが、陸軍軍医学校および海軍軍医学校を卒業した医師以外にも医科大学や医学専門学校を卒業した医師も公募であたった。1937年（昭和12年）に日中戦争、さらに1939年（昭和14年）に第二次世界大戦が始まると傷痍軍人の治療需要が増大し、医師の臨時養成が始まった。1939年（昭和14年）には旧制中学校（現在の高校に相当する教育機関）から進学できる臨時附属医学専門部（附属医学専門部）が帝国大学と医科大学に設置され、その後は医学専門学校が多く設置された。結果、大学・医専・医学専門部合わせて年間1万人以上の卒業生がいた年もあった。1944年（昭和19年）末からは日本本土空襲が本格化し、民間人の傷病も増加することになった。
医専や臨時医専が数多く設置される中、例外的に以下の大学に医学部が設置された。
- 日本大学医学部（1942年（昭和17年）設置。1925年（大正14年）設置の日本大学専門部医学科からの昇格北緯35度44分56.44秒 東経139度41分26.87秒）

## 学制改革期
終戦時、国内には医科大学が18校、医学専門学校が臨時医専を含めて51校、合計して69校の医学教育機関が存在した。戦後は医師臨時養成の必要が無くなったため、高度な医学教育を行う大学に一本化されることになり、また、厚生省が「人口10万当たり医師100人」との目安を持っていたため、入学定員は全校で2,800名程度に絞り込まれることになった。そのため、臨時医専は廃止され、第二次世界大戦中に新設された旧制医学専門学校は選別されていくつかが廃校となった。存続となった医専は学制改革期に旧制の大学令によって予科を伴って医科大学となった（以下の設置年は本科の開設年）。医学部・医科大学（校）は日本に現在82校あるが、この時期に医科大学となったのは28校あり、全体の34%を占める。これらの大学は「旧医専」と呼ばれる。
官立の旧制医学専門学校を元にこの時期に医科大学となった6校、および、公立の旧制医学専門学校を元に公立医科大学となった後、この時期に国立大学に移管された2校（広島・鹿児島）を合わせて「新八医科大学」（略称：新八）と呼ばれている。この時期に国立大学医学部となったこれら8校以外の医科大学20校は、後の新設医科大学に対して「旧設医科大学」と呼ばれることがある。
1949年（昭和24年）に新制大学移行が始まるが、医学部の入学資格は、他学部に2年以上在学した者とされたため、新制第一期生の入学は1951年（昭和26年）となった。ただ、公私立大学のほとんどは、この年は旧制予科の最後の学年を本科で受け入れたことから、新制第一期生の入学は1952年（昭和27年）となった。
なお、公立の名古屋女子医科大学（現名古屋市立大学医学部）および私立の東京女子医科大学、大阪女子医科大学（現関西医科大学）は、大学令によって初めて認可された女子大学でもある。戦中までは、一部の女子専門学校が「大学」の名称を使用していた例はあるものの、大学令に基づいて女子大学が設立されることはなかった。

### 官立
以下の官立6校は「新八医科大学」に含まれる。東京都では、旧制大学が各々新制大学に移行することが多く、東京医科歯科大学と合流する旧制諸校は無かった（以下の1948年設置の旧制大学は学部のみの構成）。
- 弘前医科大学（1948年（昭和23年）設置。現弘前大学医学部。北緯40度35分55.57秒 東経140度27分50.91秒）
- 前橋医科大学（1948年（昭和23年）設置。現群馬大学医学部。北緯36度24分28.16秒 東経139度3分42.43秒）
- 松本医科大学（1948年（昭和23年）設置。現信州大学医学部。北緯36度15分0.56秒 東経137度58分44.36秒）
- 米子医科大学（1948年（昭和23年）設置。現鳥取大学医学部。北緯35度25分48.91秒 東経133度19分33.1秒）
- 徳島医科大学（1948年（昭和23年）設置。現徳島大学医学部。北緯34度4分31.64秒 東経134度31分1.58秒）
- 東京医科歯科大学（1949年（昭和24年）設置。現東京科学大学医学部。北緯35度42分5.08秒 東経139度45分55.61秒）

### 公立
学制改革期に国立移管した広島および鹿児島の2校が「新八医科大学」に含まれる。両者以外は「旧設公立医科大学」とも呼ばれている。
- 兵庫県立医科大学（県立。1947年（昭和22年）設置。現神戸大学医学部。北緯34度41分1.81秒 東経135度10分15.37秒）

- 名古屋女子医科大学（市立。1948年（昭和23年）設置。現名古屋市立大学医学部。北緯35度8分19.81秒 東経136度56分4.3秒）
- 三重県立医科大学（県立。1948年（昭和23年）設置。現三重大学医学部。北緯34度44分32.98秒 東経136度31分24.74秒）
- 大阪市立医科大学（市立。1948年（昭和23年）設置。現大阪公立大学医学部。北緯34度38分46.96秒 東経135度30分35.25秒）
- 奈良県立医科大学（県立。1948年（昭和23年）設置。北緯34度30分14.72秒 東経135度47分36.11秒）
- 和歌山県立医科大学（県立。1948年（昭和23年）設置認可。北緯34度11分21秒 東経135度10分54.25秒）
- 広島県立医科大学（県立。1948年（昭和23年）設置。現広島大学医学部。北緯34度22分51.52秒 東経132度28分46.61秒）

- 横浜医科大学（市立。1949年（昭和24年）設置。現横浜市立大学医学部。北緯35度20分34.59秒 東経139度39分4.73秒）
- 山口県立医科大学（県立。1949年（昭和24年）設置。現山口大学医学部。北緯33度57分30.27秒 東経131度14分54.88秒）
- 県立鹿児島医科大学（県立。1949年（昭和24年）設置。現鹿児島大学医学部。北緯31度32分50.34秒 東経130度31分37.97秒）

- 札幌医科大学（道立。1950年（昭和25年）新制設置。北緯43度3分18.67秒 東経141度19分55.42秒）
- 福島県立医科大学（県立。1950年（昭和25年）設置。北緯37度41分21.47秒 東経140度28分10.88秒）
- 岐阜県立医科大学（県立。1950年（昭和25年）設置。現岐阜大学医学部。北緯35度27分59.17秒 東経136度44分1.18秒）

### 私立
以下の大学は「旧設私立医科大学」とも呼ばれる。
- 昭和医科大学（1948年（昭和23年）設置[7]。昭和大学医学部を経て現昭和医科大学。北緯35度36分33.86秒 東経139度42分8.82秒）
- 大阪医科大学（1948年（昭和23年）設置。現大阪医科薬科大学。北緯34度51分8.2秒 東経135度37分31.69秒）
- 久留米医科大学（1948年（昭和23年）設置。現久留米大学医学部。北緯33度19分43.09秒 東経130度30分41.57秒）
- 岩手医科大学（1948年（昭和23年）設置。北緯39度42分19.56秒 東経141度9分6.64秒）
- 東京医科大学（1949年（昭和24年）設置。北緯35度41分37.13秒 東経139度42分43.92秒）
- 大阪女子医科大学（1949年（昭和24年）設置。現関西医科大学。北緯34度43分44.18秒 東経135度33分22.47秒）
- 順天堂医科大学（1950年（昭和25年）設置[8]。現順天堂大学医学部。北緯35度42分8.7秒 東経139度45分37.93秒）
- 東京女子医科大学（1950年（昭和25年）設置。北緯35度41分48.71秒 東経139度43分14.13秒）
- 東邦医科大学（1950年（昭和25年）設置。現東邦大学医学部。北緯35度34分14.77秒 東経139度43分30.2秒）

## 1970年代
1970年代に新設された医学部または医科大学・大学校は34校で、現在の日本の医学部・医科大学（校）82校の41%を占める。これらの大学は「新設医科大」と呼ばれる。
戦後、厚生省は「人口10万当たり医師100人」を目安に医学部・医科大学の定員を合計約2,800人、1955年（昭和30年）でも2,820人としたが、1961年（昭和36年）に国民皆保険が達成されて患者数が増加したほかに無医村解消などの政策目標により、1960年代初頭から医学部定員の増員が議論され、1969年（昭和44年）に医学部の定員合計が4,040人に増員された。
1970年（昭和45年）に厚生省は、「1985年（昭和60年）までに人口10万人対医師数を150人程度とするために、医学部定員を6,000人程度とする」ことを文部省へ依頼した。これは60校程度で実現可能であるため、既存の46校に加えて15校程度の新設が計画され、1970年（昭和45年）に4校、1971年（昭和46年）に3校、1972年（昭和47年）に6校、1973年（昭和48年）に6校と合計19校の医科大学が新設されると、厚生省が要求した医学部定員を超えた。
この時期の私立大学の新設にあたっては、戦時中の医師増員養成計画に基づいて設立された旧制医学専門学校等を卒業した、各地の地域開業医の後継者確保の要望が大きな原動力となっている。
1973年（昭和48年）に第2次田中角栄内閣は「一県一医大構想」を提唱すると、1974年（昭和49年）に5校が新設されて以降は1975年（昭和50年）から医大が無い9県および政令指定都市（北九州市）のみに設立が続いた。1979年（昭和54年）にアメリカから返還間もない沖縄県に琉球大学医学部が設置され、すべての都道府県および政令指定都市に医大の設置が完了して新設ラッシュは終了した。
厚生省は将来の医師数の過剰を予測し、最後の新設医科大学である琉球大学医学部設置3年後の1982年（昭和57年）を頂点に医学部定員の削減を図るも、昭和50年代末に人口10万人対医師数が目標の150人を超えた）。医学部定員の増大は新設医学部の過剰設置が原因としたが、新設医学部の定員削減を大きくすることなく、各校の定員をほぼ一律に削減した。現在は勤務医が不足し、地域や診療科による医師の偏在などが問題化しているが、医学部は新設せずに各校の定員を増員している。
新設医科大学は前身の医学教育機関を有しておらず、旧帝国大学・旧六医科大学・公私立旧制医科大学などから指導者を多く招聘した。
国立の新設医科大学病院の病床数は本来800床とされていたが、大学病院の600床で不足する病床は関連病院で対応することになり、全17校中800床を実現したのは筑波大学附属病院のみで、他の16校は現在も600床から618床の範囲にある。私立の新設医科大学病院は、892床の金沢医科大学病院のほかは、本院のみあるいは分院と合計で1,000床を超える大病院（群）を擁する。

### 国立

#### 既存大学への学部増設
- 秋田大学医学部（1970年（昭和45年）設置。北緯39度43分51.46秒 東経140度9分2.67秒）
- 旭川医科大学（1973年（昭和48年）設置。北緯43度43分42.6秒 東経142度23分10.25秒）
- 山形大学医学部（1973年（昭和48年）設置。北緯38度12分55.56秒 東経140度19分2.96秒）
- 愛媛大学医学部（1973年（昭和48年）設置。北緯33度48分9.48秒 東経132度52分43.03秒）
- 琉球大学医学部（1979年（昭和54年）設置。北緯26度14分29.4秒 東経127度45分31.01秒）

#### 新設大学としての設置
- 筑波大学医学専門学群（1973年（昭和48年）設置。改組して「医学群」となる。北緯36度5分37.53秒 東経140度6分10.53秒）
- 浜松医科大学（1974年（昭和49年）設置。北緯34度46分7.83秒 東経137度44分33.4秒）
- 宮崎医科大学（1974年（昭和49年）設置。現宮崎大学医学部。北緯31度50分26.97秒 東経131度23分58.97秒）
- 滋賀医科大学（1974年（昭和49年）設置。北緯34度58分22.59秒 東経135度56分58.86秒）
- 富山医科薬科大学（1975年（昭和50年）設置。現富山大学医学部。北緯36度40分49.43秒 東経137度8分32.98秒）
- 島根医科大学（1975年（昭和50年）設置。現島根大学医学部。北緯35度20分51.32秒 東経132度45分18.82秒）
- 高知医科大学（1976年（昭和51年）設置。現高知大学医学部。北緯33度35分40.15秒 東経133度36分45.98秒）
- 佐賀医科大学（1976年（昭和51年）設置。現佐賀大学医学部。北緯33度17分4.28秒 東経130度15分54.85秒）
- 大分医科大学（1976年（昭和51年）設置。現大分大学医学部。北緯33度12分36.3秒 東経131度32分10.65秒）
- 福井医科大学（1978年（昭和53年）設置。現福井大学医学部。北緯36度6分32.99秒 東経136度17分39.81秒）
- 山梨医科大学（1978年（昭和53年）設置。現山梨大学医学部。北緯35度36分33.96秒 東経138度32分11.72秒）
- 香川医科大学（1978年（昭和53年）設置。現香川大学医学部。北緯34度17分37.57秒 東経134度7分25.44秒）

### 私立

#### 既設総合大学の学部設置・母体としての新設
- 帝京大学医学部（1971年（昭和46年）設置。北緯35度45分36.37秒 東経139度42分51.88秒）
- 福岡大学医学部（1972年（昭和47年）設置。北緯33度32分48.01秒 東経130度21分32.61秒）
- 獨協医科大学（1973年（昭和48年）設置。北緯36度28分22.5秒 東経139度49分24.18秒）
- 東海大学医学部（1974年（昭和49年）設置。北緯35度24分28.11秒 東経139度18分54.61秒）
- 近畿大学医学部（1974年（昭和49年）設置。北緯34度28分36.86秒 東経135度33分2.02秒）

#### 既設医療系大学の学部設置
- 杏林大学医学部（1970年（昭和45年）設置。北緯35度40分35.55秒 東経139度33分57.56秒）
- 名古屋保健衛生大学医学部（1972年（昭和47年）設置。現藤田医科大学。北緯35度4分10.72秒 東経137度0分3.84秒）

#### 医師会・医療機関・医療研究機関を母体としての新設
- 北里大学医学部（1970年（昭和45年）設置。北緯35度32分22.07秒 東経139度23分32.28秒）
- 川崎医科大学（1970年（昭和45年）設置。北緯34度37分54.81秒 東経133度48分42.1秒）
- 東洋医科大学（1971年（昭和46年）設置。現聖マリアンナ医科大学。北緯35度35分59.63秒 東経139度32分52.9秒）
- 愛知医科大学（1971年（昭和46年）設置。北緯35度11分32.19秒 東経137度2分49.42秒）
- 埼玉医科大学（1972年（昭和47年）設置。北緯35度56分21.07秒 東経139度18分18.85秒）
- 金沢医科大学（1972年（昭和47年）設置。北緯36度39分19.04秒 東経136度38分46.73秒）
- 兵庫医科大学（1972年（昭和47年）設置。北緯34度43分4.73秒 東経135度22分46.86秒）

### 目的別医科大学
- 自治医科大学（総務省（旧自治省）関連の私立大学。1972年（昭和47年）設置。北緯36度23分58.6秒 東経139度51分37.98秒）
- 防衛医科大学校（防衛省（旧防衛庁）所管の省庁大学校。1973年（昭和48年）設置。北緯35度48分10.03秒 東経139度28分5秒）
- 産業医科大学（厚生労働省（旧労働省）関連の私立大学。1978年（昭和53年）設置。北緯33度52分43.54秒 東経130度42分44.94秒）

大学校は学校教育法に規定される大学ではないが、防衛医科大学校は新設時、医師法に規定される医師国家試験受験資格を卒業生に与するか否かを国会で審議し、防衛庁設置法で受験資格を与えることとした。本記事は防衛医科大学校も医科大学と見なして記載した。
防衛医科大学校は自衛隊医官、自治医科大学は僻地医療および地域医療に従事する医師、の養成を目的に、学生は学費の負担がないが、卒後9年間の特定就業が義務付けられ、拒否すると学費の返還が求められる。

## 2010年代
1979年の琉球大学医学部新設以降、40年近くにわたって医学部の増減はなかったが、2011年3月11日に発生した東北地方太平洋沖地震（東日本大震災）によって大きな被害を受けた東北地方の復興支援として、1校に限り新設を認めることとなった。いくつかのグループが医学部新設に名乗りを上げたが、東北薬科大学（医学部設置に伴い東北医科薬科大学に改称）が選定され、2016年4月1日に医学部が新設された。
また、国家戦略特区となっている千葉県成田市においても、国際医療福祉大学が医学部新設を目指した結果、2017年4月に開校された。
- 東北医科薬科大学医学部（2016年（平成28年）設置。北緯38度17分6.7秒 東経140度53分4.6秒）
- 国際医療福祉大学医学部（2017年（平成29年）設置。北緯35度45分39.8秒 東経140度17分40.4秒）